# Combretum caffrum
Combretum caffrum là một loài thực vật có hoa trong họ Trâm bầu. Loài này được (Eckl. & Zeyh.) Kuntze mô tả khoa học đầu tiên năm 1898.